# Saint-Justin, Gers
Saint-Justin är en kommun i departementet Gers i regionen Occitanien i sydvästra Frankrike. Kommunen ligger i kantonen Marciac som tillhör arrondissementet Mirande. År 2022 hade Saint-Justin 132 invånare.

## Befolkningsutveckling
Antalet invånare i kommunen Saint-Justin
Referens:INSEE